# James Whiteside
Pour les articles homonymes, voir Whiteside.
James Whiteside (12 août 1804 - 25 novembre 1876) est un homme politique et juge irlandais.

## Jeunesse et éducation
Whiteside est né à Delgany, comté de Wicklow, fils de William Whiteside, membre du clergé de l'Église d'Irlande. Son père est transféré à la paroisse de Rathmines, mais meurt alors que son fils n'a que deux ans, laissant sa veuve dans une situation difficile. On dit qu'elle a scolarisé son fils personnellement dans ses premières années. Il fait ses études au Trinity College de Dublin, entre au Middle Temple et est admis au barreau irlandais en 1830.

## Carrière juridique et judiciaire
Whiteside acquiert très rapidement une grande pratique, et après être devenu conseiller de la reine en 1842, il acquiert une réputation oratoire et une connaissance médico-légale surpassant celle de tous ses contemporains et rivalisant avec celle de ses prédécesseurs les plus célèbres du XVIIIe siècle. Il défend Daniel O'Connell lors du procès d'État de 1843 et William Smith O'Brien en 1848; et son plus grand triomphe est dans l'affaire Yelverton en 1861. Il est élu député d'Enniskillen en 1851, et en 1859 de l'Université de Dublin. Au Parlement, il n'a pas moins de succès comme orateur qu'au barreau et, en 1852, il est nommé solliciteur général de l'Irlande dans la première administration du comte de Derby, devenant procureur général de l'Irlande en 1858, puis de nouveau en 1866. Dans la même année, il est nommé Lord Chief Justice du Banc de la Reine, ayant déjà refusé les offres d'un poste de juge junior. Sa réputation de juge n'a pas égalé sa réputation d'avocat, bien qu'il ait conservé sa grande popularité. En 1848, après un voyage en Italie, il publie L'Italie au XIXe siècle  et en 1870 il rassemble et republie quelques papiers écrits beaucoup d'années auparavant aux périodiques, sous le titre Premiers Esquisses de Personnes Éminentes.

## Vie privée
En juillet 1833, Whiteside épouse Rosetta, fille de William et Rosetta Napier, et sœur de Sir Joseph Napier, Lord Chancelier d'Irlande. Il meurt le 25 novembre 1876 à Brighton, Sussex.
Il était universellement apprécié, réputé pour son charme, son érudition et son sens de l'humour. Les avocats qui ont exercé avant lui ont déclaré que son charme, sa courtoisie et son flux constant de blagues faisaient de sa comparution devant sa Cour une expérience délicieuse. Son beau-frère Napier, dont il se sépare plus tard, est submergé par le chagrin à sa mort et s'effondre lors des funérailles.
Comme son beau-frère Joseph Napier, il est dévoué à l'Église d'Irlande et s'oppose fermement à sa dissolution.